# Назаров, Борис Николаевич
Борис Николаевич Назаров (1884—1938) — протоиерей РПЦ, священномученик.

## Биография
Родился в Москве в 1884 году в семье нотариуса Николая Егоровича Назарова.
В 1902 году окончил 3-ю Московскую гимназию и затем два года учился на физико-математическом факультете Московского университета.
В 1907 году сдал экзамен по богословским предметам при Московской духовной семинарии и в 1908 году был рукоположен во священника к Знаменской церкви в селе Ильинское Коломенского уезда Московской губернии, где служил до 1910 года. Затем, до 1923 года служил в Преображенском храме в селе Крюково. С 1924 года служил в Успенском храме села Картино в Рузском уезде и в 1931 году был удостоен сана протоиерея.
В 1931 году был назначен в Никольский храм села Протасьево Верейского района Московской области.
Был арестован 25 января 1938 года и заключён в Можайскую тюрьму, затем переведён в Таганскую тюрьму в Москве. На допросе 26 января отверг обвинения в контрреволюционной деятельности. Лжесвидетелем по делу выступил священник Виктор Озеров. Тройкой НКВД был приговорён 2 февраля 1938 года к расстрелу; приговор был приведён к исполнению на Бутовском полигоне 17 февраля 1938 года.

## Канонизация
Причислен к лику святых новомучеников Российских. Память в Русской православной церкви совершается в день его мученической кончины 4 февраля и в Соборе новомучеников и исповедников Российских и в Соборе Бутовских новомучеников.